# Gardenia imperialis
Gardenia imperialis är en måreväxtart som beskrevs av Karl Moritz Schumann. Gardenia imperialis ingår i släktet Gardenia och familjen måreväxter.

## Underarter
Arten delas in i följande underarter:
- G. i. imperialis
- G. i. physophylla